# 陸軍航空技術学校
陸軍航空技術学校（りくぐんこうくうぎじゅつがっこう）とは、現在の埼玉県所沢市並木に設立された大日本帝国陸軍の教育機関（軍学校）のひとつである。

## 概要
1935年8月、昭和10年7月29日勅令第225号により所沢陸軍飛行学校機関科を分離独立し、陸軍所沢飛行場に陸軍航空技術学校が設置された。当初の役割は、少年飛行兵・技術幹部候補生、転科将校、気象学生などの教育であった。
1938年7月、下士官・幹部候補生、少年飛行兵の整備教育を陸軍航空整備学校に移管し、本校は将校の技術教育を担当した。1939年4月、立川に移転し、1943年8月、整備関係の実施教育・研究を立川陸軍航空整備学校へ移管し、技術関係将校の養成を担当した。

## 沿革
- 1935年（昭和10年）8月1日 - 陸軍航空技術学校が発足。
- 1938年（昭和13年）7月1日 - 下士官・幹部候補生、少年飛行兵の整備教育を陸軍航空整備学校に移管。
- 1939年（昭和14年）4月 - 陸軍立川飛行場へ移転。
- 1943年（昭和18年）8月 - 整備関係の実施教育・研究を立川陸軍航空整備学校へ移管。
- 1945年（昭和20年）6月 - 廃止

## 歴代校長
- 安藤三郎 少将：1935年8月1日 -
- 辻邦助 少将：1936年8月1日 -
- 値賀忠治 中将：1938年7月15日 -
- 佐藤覚一 少将：1939年8月1日 -
- 岩下新太郎 中将：1940年12月2日 -
- 中薗盛孝 中将：1941年10月15日 -
- 中村美明 少将：1942年7月9日 -
- 谷口初蔵 少将：1944年1月17日 -
- （兼）緒方辰義 少将：1944年9月11日 - 1945年6月21日